# Rampage - Sniper en liberté
Pour les articles homonymes, voir Rampage.
Série
Rampage 2 : La Vengeance d'un sniper
(2014)
Pour plus de détails, voir Fiche technique et Distribution.
Rampage - Sniper en liberté (Rampage) est un film germano-canadien, réalisé par Uwe Boll, sorti en 2009.

## Synopsis
Bill Williamson, 24 ans, désœuvré et aigri par les frustrations quotidiennes d'une réalité qu'il ne peut plus supporter dans un monde dirigé par l'absurde, décide de faire une tuerie de masse. Il se confectionne une armure en kevlar et commande des armes à feu et des munitions sur Internet, puis part dans les rues de sa petite ville, en Oregon, tuer tous les passants qu'il croise, avec pour finalité... faire passer sa philosophie de ce monde.

## Fiche technique
- Titre original : Rampage
- Titre français : Rampage - Sniper en liberté
- Titre canadien : Le Forcené [réf. souhaitée]
- Réalisation : Uwe Boll
- Scénario : Uwe Boll
- Musique : Jessica de Rooij
- Direction artistique : Keli Manson
- Décors : Tink
- Costumes : Aieisha Li Louis
- Photographie : Mathias Neumann
- Son : Kelly Cole, Bill Mellow, Joe Watts, Christine McLeod
- Montage : Thomas Sabinsky
- Production : Uwe Boll, Dan Clarke et Shawn Williamson

Production déléguée : Jonathan Shore et Matthias Triebel
Coproduction : Brendan Fletcher
- Sociétés de production[1] : 
  - Allemagne : Boll Kino Beteiligungs GmbH & Co. KG,
  - Canada : Pitchblack Pictures, Brightlight Pictures, avec la participation de Event Film Distribution
  - France : Amok Productions
- Sociétés de distribution :
  - Allemagne : Splendid Film
  - Canada : Phase 4 Films (DVD)
  - France : Condor (Tous médias)
- Budget : n/a
- Pays d'origine :  Allemagne,  Canada
- Langue originale : anglais
- Format[2] : couleur - 35 mm - 2,35:1 (Cinémascope) - son Dolby
- Genre : action, thriller
- Durée : 85 minutes
- Dates de sortie[3] :
  - Allemagne : 29 avril 2010
  - Canada : 1er juin 2010 (sortie directement en DVD)
  - France : 6 septembre 2009 (L'Étrange Festival) ; 1er avril 2011 (sortie directement en DVD  /  Blu-ray)
  - Belgique : 13 avril 2010 (Festival international du film fantastique de Bruxelles)
- Classification[4] :
  -  Allemagne : Interdit aux moins de 18 ans (FSK 18).
  -  Canada : Les personnes de moins de 18 ans doivent être accompagnées d'un adulte (18A - 18 Accompaniment) (Classification DVD).
  -  France : Interdit aux moins de 12 ans[5].

## Distribution
- Brendan Fletcher (VF : Yoann Sover) : Bill Williamson
- Shaun Sipos : Evan
- Matt Frewer : père de Bill
- Lynda Boyd : mère de Bill
- Michael Paré : shérif Melvoy